# Nagykikindai kerület

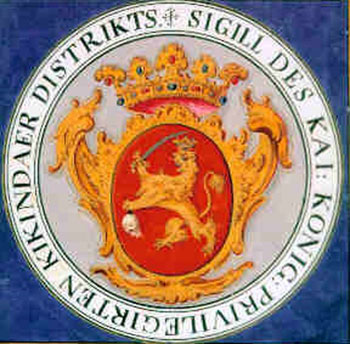
címere

A nagykikindai kerület (kikindai kerület, nagykikindai szerb kerület, [nagy]kikindai kiváltságos kerület) egy egykori szabad kerület (önálló önkormányzatú, vármegyéhez nem tartozó terület) volt Nagykikinda környékén (a Tisza bal partján). Hivatalosan 1774. november 12-én alakult és az 1876-os vármegyerendezés során, 1876. június 19-iki hatállyal olvadt be Torontál vármegyébe (legnagyobb kiterjedésekor Csanád vármegye egy részére is átnyúlt).

## Történelme
A területet a középkorban főleg magyarok, kunok és besenyők lakták. A török hódoltság alatt elnéptelenedett; 1751 és 1753 között délről érkezett szerb határőrökkel telepítették újra. A pozsareváci béke után a tiszai határőrvidéket felszámolták, a terület a kincstárhoz került, ami további szerb, román és magyar telepeseket hívott be Nagykikindára és környékére.

Nagykikinda címere, amit a kerület létrehozásakor iktattak be

A nagykikindai kerületet Mária Terézia uralkodása alatt szervezték külön politikai egységgé mintegy 1100 km²-en (19 osztrák négyzetmérföldön), 1774. november 12-iki hatállyal, mikoris törvényhatósági jogot és más kiváltságokat kapott. Székhelye Nagykikinda lett, nevét is innét kapta. Egyúttal ekkor kapta a város is a címerét.
A Temesi Bánság felszámolásakor (Magyarországhoz csatolásakor) 1779-ben az ennek területén fekvő kikindai kerületet közjogilag Torontál vármegyéhez csatolták, de különállását ennek ellenére megőrizhette. Földrajzi határainak pontatlan kijelölése több vitát és súrlódást is eredményezett a környező területekkel, ami pereskedésekhez vezetett, minek eredményeképp 1780-1781-ben kijelölték végleges határait. Az 1848–49-es forradalom és szabadságharc után 1849-ben a frissen létrehozott Szerb Vajdaság és Temesi Bánsághoz került, aminek 1860-as megszüntetésével újra Torontálhoz csatolták. Időközben területe megfeleződött, a kezdeti 19-ről 8,06 osztrák négyzetmérföldre (mintegy 1100 km²-ről 464 km²-re).
1870-ben a nagykikindai kerületet önálló törvényhatósággá emelték; területe ekkoriban 3 járásra oszlott, s 9 falut, 1 várost, valamint 3 pusztát foglalt magába. Lakossága ekkor 62 209 fő volt.
Az 1876-os vármegyerendezés előkészítése során a helyiek 1876 májusában hivatalos javaslatot tettek a környék közigazgatási átszervezésére. Kívánságuk az volt, hogy az akkori Torontál vármegye északi része a kerülettel egyesülve Torontál vármegye néven működjön tovább, míg déli része Nagybecskerek központtal az egykor volt (és akkor és azóta is alig ismert) Horom vármegye néven alakuljon önálló egységgé. Ezt a kormányzat elutasította, s 1876. június 19-iki hatállyal a kikindai kerületet teljes egészében Torontál vármegyéhez csatolta, egyúttal mindennemű korábbi kiváltságait eltörölte.

## Közigazgatás
Megszüntetésekor három járás (nagykikindai, melencei és mokrini) kilenc faluja alkotta, valamint Nagykikinda városa és csatolt részeik. A falvak a következők voltak: Ókeresztúr, Jozefovo (ma Törökkanizsa része), Mokrin, Karlova (ma Beodra része), Basahíd, Vrányova (ma Törökbecse része), Melence, Kumán és Taras.